# Miasto metropolitalne Palermo
Miasto metropolitalne Palermo (wł. Città metropolitana di Palermo) – miasto metropolitalne we Włoszech, z siedzibą zlokalizowaną w Palermo.
Weszło w życie 4 sierpnia 2015 i zastąpiło prowincję Palermo.
Liczba gmin: 82.